# 米佐安
米佐安（法語：Mizoën，法語發音：[mizwɛ̃]）是法国伊泽尔省的一个市镇，属于格勒诺布尔区。

## 地理
米佐安（45°3'0"N, 6°8'33"E）面积14.6 平方千米，位于法国奥弗涅-罗讷-阿尔卑斯大区伊泽尔省，该省份为法国东南部内陆省份，北起顺时针与安省、萨瓦省、上阿尔卑斯省、德龙省、阿尔代什省、卢瓦尔省和罗讷省。
与米佐安接壤的市镇（或旧市镇、城区）包括：拉格拉沃、贝斯、上瓦桑地区克拉旺、勒弗勒内杜瓦桑、莱德萨尔普。

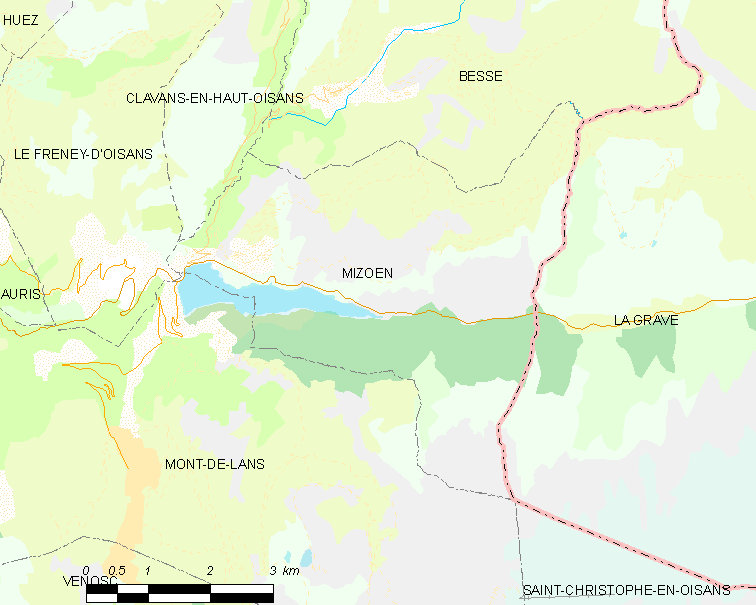
米佐安的OSM定位图

米佐安的时区为UTC+01:00、UTC+02:00（夏令时）。

## 行政
米佐安的邮政编码为38142，INSEE市镇编码为38237。

## 政治
米佐安所属的省级选区为瓦桑-罗曼什县。

## 人口

1962-2008年间米佐安人口变化图示

米佐安于2022年1月1日时的人口数量为192人。